# Maja Hagerman
Maja Anna Maria Hagerman (geboren am 3. Februar 1960) ist eine schwedische Schriftstellerin, Journalistin und Dokumentarfilmerin. Als Künstlerische Lektorin im Bereich historischer Dokumentarfilm unterrichtet sie an der Hochschule Dalarna.

## Werk

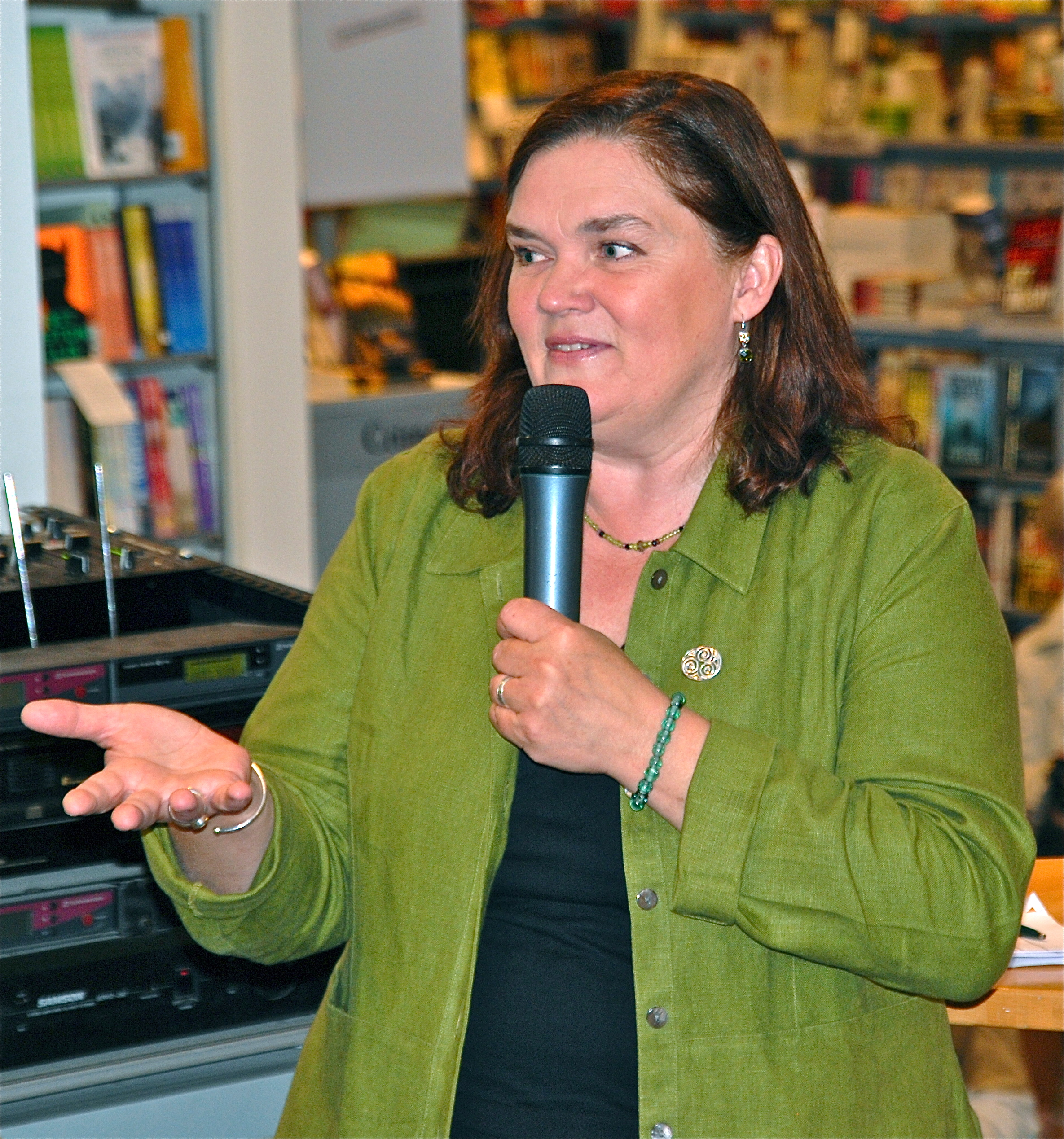
Maja Hagerman

Hagerman hat sieben Bücher über schwedische Geschichte veröffentlicht, sowohl die mittelalterliche und vorhistorische Geschichte als auch das kulturelle Erbe. Für das schwedische Fernsehen hat sie mehrere historische Dokumentarfilme gedreht. Im Jahr 2012 wurde sie Ehrendoktor an der Universität Uppsala.
Ihr Debütwerk Spåren av kungens män. Om när Sverige blev ett kristet rike (Die Spuren der Männer des Königs. Als Schweden ein christliches Reich wurde) beschreibt die Entstehung des schwedischen Königreiches und seine Christianisierung. Dieses Buch erhielt 1996 den begehrten Augustpreis für Fachliteratur.
Im September 2015 kam ihr Buch Käraste Herman. Rasbiolog Herman Lundborgs gåta (Liebster Herman. Das Rätsel des Rassenbiologen Herman Lundborg) über den Arzt und Professor Herman Lundborg heraus. Dieser leitete von 1922 bis 1935 das weltweit erste Staatliche Institut für Rassenbiologie im schwedischen Uppsala und war international bekannt für seine Forschung, vor allem bei den Verfechtern der Rassenhygiene im deutschsprachigen Raum. Wie viele seiner deutschen Kollegen sympathisierte Lundborg mit den Nazis. Er war besessen von der Bedrohung einer Rassenmischung zwischen, Sámi, Finnen und Schweden. Auf seinen Reisen ins nördliche Skandinavien kam er in Verbindung mit einer Frau finnisch-samischer Herkunft und bekam schließlich ein Kind mit ihr.
„Käraste Herman“ wurde für den Augustpreis für das beste Fachbuch des Jahres in Schweden nominiert und auch von der Schwedischen Akademie ausgezeichnet. Das Buch wurde unter dem deutschen Titel Herman Lundborg. Rätsel eines Rassenbiologen in der Übersetzung von Krister Hanne veröffentlicht.
Zusammen mit Claes Gabrielson produzierte Hagerman einen Dokumentarfilm über Lundborg, Hur gör man för att rädda ett folk? (Wie stellt man es an, ein Volk zu retten?), der im Januar 2015 im schwedischen Fernsehen ausgestrahlt wurde. Von diesem Film gibt es auch eine englische Version, What Measures to Save a People? A film about Herman Lundborg, head of the Swedish State Institute for Race Biology.